# Cantone di Penipe
Il Cantone di Penipe è un cantone dell'Ecuador che si trova nella Provincia del Chimborazo.
Il capoluogo del cantone è Penipe.